# 米那迪爾
米那迪爾（Minardil），是英國作家約翰·羅納德·瑞爾·托爾金（J.R.R. Tolkien）的史詩式奇幻作品《魔戒三部曲》中的虛構人物。
他是剛鐸（Gondor）第二十五任國王，任內繼續與昂巴海盜（Corsairs of Umbar）交戰，被敵人殺害。

## 名字
米那迪爾（Minardil）一名來自昆雅語，意思不明，可能是「高塔之友」Devoted to the tower。

## 總覽
米那迪爾是剛鐸的登丹人（Dúnedain）。他是國王海爾曼達凱爾二世（Hyarmendacil II）的兒子及繼承人。不清楚他有沒有任何兄弟姊妹。他至少有兩位兒子，分別是長子及繼承人泰勒納（Telemnar），以及次子米那斯坦（Minastan）。
他是剛鐸第二十五任國王，任內昂巴海盜繼續騷擾剛鐸的海岸線，他持續了歷任三位國王的對海盜戰爭。他任內宰相是艾明亞南的胡林（Húrin of Emyn Arnen），他建立了自己的家族，胡林家族（House of Húrin）日後成為了剛鐸宰相及攝政王的持有人。
他生於第三紀元1454年，戰死於1634年，享年180歲。

## 生平

### 早年
米那迪爾生於第三紀元1454年，應該是在奧斯吉力亞斯（Osgiliath）出生。1621年，他的父親海爾曼達凱爾二世逝世，由米那迪爾繼位。

### 戰死
第三紀元1634年，米那迪爾去了佩拉格（Pelargir），被昂巴海盜的間諜發現。海盜領袖安加麥特（Angamaitë）及山加海彥多（Sangahyando）認為剛鐸在上任國王的勝仗後輕敵，根本沒有設伏於佩拉格，故此他們起兵大肆襲擊剛鐸的海岸線。
海盜們殺入安都因河（Anduin），攻擊佩拉格。這場戰鬥中剛鐸慘敗、敵人滿載而歸，劫掠了佩拉格與沿岸許多地區。在佩拉格攻防戰中，米那迪爾被敵人殺害，結束了13年的統治，由他的兒子泰勒納繼位。

## 資料來源
1. 1 2 3 4 5 6  《中土世界的歷史》 Vol.12《中土世界的民族》 "The Heir of Elendil"
2. ↑  .   [2011-10-25]. （原始内容存档于2020-02-23）.
3. 1 2 3 4 5  《魔戒三部曲》 2001年 聯經初版翻譯 附錄一帝王本紀及年表

| 前任： 海爾曼達凱爾二世 | 剛鐸國王 | 继任： 泰勒納 |